# Windmühle (Renac)

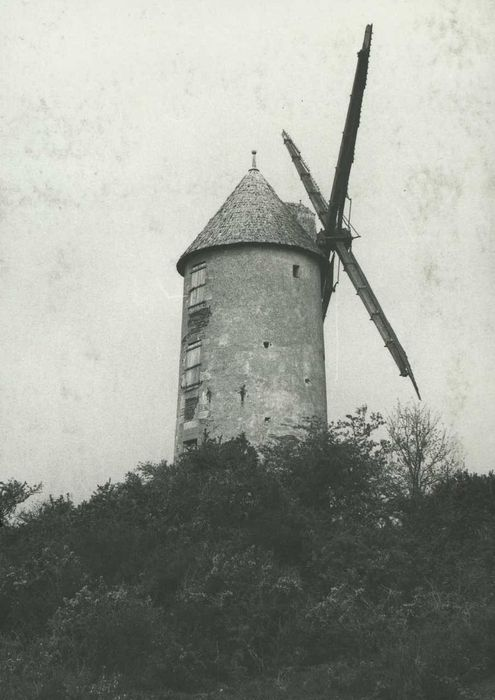
Ehemalige Windmühle in Renac (vermutlich vor 1940)

Die Windmühle in Renac, einer französischen Gemeinde im Département Ille-et-Vilaine in der Region Bretagne, wurde Anfang des 19. Jahrhunderts errichtet. Im Jahr 1974 wurde die ehemalige Windmühle als Monument historique in die Liste der Baudenkmäler in Frankreich aufgenommen.
Die zweigeschossige Getreidemühle mit Kegeldach, die zu einem Bauernhof am Ortseingang gehört, ist schon lange nicht mehr in Betrieb. Das Mahlwerk ist noch vorhanden, die Windräder sind zerstört.